# Немирова, Гузель Ауешовна
Гузель Ауешовна Немирова (Салаватова) (2 октября 1960, з/сов. «Восточный», Оренбургская область) — российский арт-менеджер, председатель Тюменского рок-клуба, импресарио товарищества «Искусство или смерть».

## Биография
Родилась 2 октября 1960 в зерносовхозе «Восточный» Оренбургской области. Училась на филологическом факультете Тюменского государственного университета.
Была президентом Тюменского рок-клуба. В 1988 году организовала в Тюмени Первый Всесоюзный фестиваль Альтернативной и Леворадикальной музыки (Первый Панк-фестиваль), на котором состоялся дебют Янки Дягилевой. На фестивале в течение трёх дней также выступили такие группы, как «Гражданская оборона», «Инструкция по выживанию», «Кооператив Ништяк», «БОМЖ»,  «Путти», Олег «Манагер» Судаков, «Культурная Революция» и многие другие.
В 1989 году перебралась в Москву, работала директором-распорядителем арт-группы «Искусство или смерть».
В 2001 году выступила организатором (совместно с М. Немировым, В. Богомяковым и В. Шишкиной), редактором, дизайнером литературно-философского интернет-журнала «Топос».
В 2002 году вместе с Мирославом Немировым основывала Товарищество Мастеров Искусств «Осумасшедшевшие Безумцы»
Организовывала акции ТМИ «ОсумБез».
С 2007 по 2011 вела «Безумные Фторнекки» в Галерее Марата Гельмана на Винзаводе.
Технический директор издательства «Ракета».

## Семья
- Немиров, Мирослав Маратович (1961—2016) — муж, русский поэт, прозаик и эссеист, деятель актуального искусства.